# Matt Chamberlain
Matthew Chamberlain (17 de abril de 1967, en San Pedro, California) es un baterista, productor e ingeniero en sonido estadounidense. Actualmente vive en Los Ángeles, California.
En el verano de 1991, se unió brevemente a la banda Pearl Jam y estuvo de gira con ellos antes del lanzamiento de su álbum debut, Ten. Se le puede ver en el primer video de la banda, "Alive". Chamberlain dejó Pearl Jam para unirse a la banda de la casa de Saturday Night Live durante la temporada 1991-1992. También ha trabajado con la pianista y cantautora estadounidense Tori Amos, Hans Zimmer, David Bowie, Fiona Apple, Bruce Springsteen, Phantogram, Brad Mehldau, Kanye West, Frank Ocean, Garbage, Of Montreal, John Mayer, Elton John, Morrissey, Eric Clapton y Lorde. Tiene un estudio llamado Cyclops Sound en Los Ángeles.
Ha estado de gira junto a Soundgarden en el tour 2014, reemplazando provisoriamente a Matt Cameron y ha colaborado como baterista en las grabaciones del álbum "Higher Truth" de Chris Cornell, editado en septiembre de 2015.